# East Renton Highlands
East Renton Highlands je obec v okrese King v americkém státě Washington. Nachází se mezi městy Issaquah a Renton a žije v ní 11 140 obyvatel. Obec je také částí oblasti, která byla navržena k anexi městem Renton, ale v únoru 2007 bylo připojení k městu ve volbách zamítnuto.
Z celkové rozlohy obce, která činí 32,8 km², tvoří necelé 1 % vodní plocha. Z 11 140 obyvatel, kteří zde žili roku 2010, tvořili 86 % běloši, 5 % Asiaté a 1 % Afroameričané. 7 % obyvatelstva bylo hispánského původu.